# Liste de jeux Electronic Arts
 (octobre 2024).

logo d'Electronic Arts

La liste de jeux Electronic Arts répertorie les jeux vidéo développés et édités par l'entreprise Electronic Arts.
Les jeux vidéo publiés par Electronic Arts sous le label EA Sports font l'objet d'une liste dédiée.

## Liste
| Année | Titre                                                                  | Développeur                           | Genre                       | Plate-forme                                                                      |
| ----- | ---------------------------------------------------------------------- | ------------------------------------- | --------------------------- | -------------------------------------------------------------------------------- |
| 1983  | Archon: The Light and the Dark                                         | Free Fall Associates                  | Stratégie au tour par tour  | Atari 8-bit – Apple II, C64                                                      |
| 1983  | Axis Assassin                                                          | John Field                            | Shoot 'em up                | Apple II – Atari 8-bit, C64                                                      |
| 1983  | Hard Hat Mack                                                          | M. Abbot, M. Alexander                | Jeu de plates-formes        | Apple II – Atari 8-bit, C64                                                      |
| 1983  | Last Gladiator                                                         | John Field                            | Jeu d'action                | Apple II, C64                                                                    |
| 1983  | Realm of Impossibility                                                 | Mike Edwards                          | Jeu d'action                | Atari 8-bit – Apple II, C64                                                      |
| 1983  | Murder on the Zinderneuf                                               | Free Fall Associates                  | Jeu d'aventure              | Apple II – Atari 8-bit, C64                                                      |
| 1983  | One on One: Dr. J vs. Larry Bird                                       | Electronic Arts                       | Jeu vidéo de sport          | Apple II                                                                         |
| 1983  | M.U.L.E.                                                               | Dan Bunten                            | Stratégie au tour par tour  | Atari 8-bit, C64                                                                 |
| 1983  | Pinball Construction Set                                               | Bill Budge                            | Jeu vidéo de flipper        | Apple II – Atari 8-bit, C64                                                      |
| 1983  | Standing Stones                                                        | Peter Schmuckal, Dan Sommers          | Jeu vidéo de rôle           | Apple II – C64                                                                   |
| 1983  | Word Flyer                                                             | Child Ware                            | Jeu éducatif                | Apple II, Atari 8-bit                                                            |
| 1983  | Worms?                                                                 | David Maynard                         | Jeu vidéo de réflexion      | Atari 8-bit, C64                                                                 |
| 1984  | Adventure Construction Set                                             | Stuart Smith                          | Jeu d’aventure              | C64 – Apple II, Amiga, IBM PC                                                    |
| 1984  | Archon II: Adept                                                       | Free Fall Associates                  | Stratégie au tour par tour  | Apple II, Atari 8-bit, C64                                                       |
| 1984  | Music Construction Set,                                                | Will Harvey                           | Composition musicale        | Apple II - Atari 8-bit, C64, Atari ST, IBM PC                                    |
| 1984  | Seven Cities of Gold                                                   | Ozark Softscape                       | Jeu vidéo de stratégie      | Apple II - Atari 8-bit, C64, Amiga, IBM PC, Mac                                  |
| 1984  | Skyfox                                                                 | Ray Tobey                             | Simulation                  | Apple II, C64, Amiga, Atari ST, Mac                                              |
| 1985  | Bard’s Tale                                                            | Interplay Productions                 | Jeu vidéo de rôle           | Apple II, C64                                                                    |
| 1985  | Heart of Africa                                                        | Ozark Softscape                       | Jeu d’aventure              | Apple II, C64, IBM PC                                                            |
| 1985  | Mail Order Monsters                                                    |                                       | Jeu vidéo de stratégie      | C64, Atari 8-bit                                                                 |
| 1985  | Mind Mirror                                                            | Timothy Leary                         | Jeu de simulation           | Apple II, Atari 8-bit, C64, IBM PC                                               |
| 1985  | Racing Destruction Set                                                 | Rick Koenig                           | Jeu vidéo de course         | C64, Atari 8-bit                                                                 |
| 1985  | Richard Petty's Talladega (en)                                         | Cosmi Corporation                     | Jeu vidéo de course         | C64, Atari 8-bit                                                                 |
| 1986  | America's Cup Challenge                                                | Micro Forté                           | Jeu de simulation           | Amstrad CPC, C64                                                                 |
| 1986  | Amnesia                                                                | Cognetics Corporation                 | Jeu d'aventure              | Apple II, C64, IBM PC                                                            |
| 1986  | Arcticfox                                                              | Dynamix                               | Simulation                  | Amiga, Apple II, Atari ST, C64, DOS, ZX Spectrum                                 |
| 1985  | Bard's Tale II: The Destiny Knight                                     | Interplay Productions                 | Jeu vidéo de rôle           | Apple II, C64, Amiga, IBM PC                                                     |
| 1986  | Dan Dare: Pilot of the Future                                          | Gang of Five                          | Jeu d'action-aventure       | C64                                                                              |
| 1986  | Kinetic Connection                                                     |                                       | Puzzle                      | C64, MSX, NES                                                                    |
| 1986  | Lords of Conquest                                                      | Eon Software                          | Stratégie au tour par tour  | Apple II, C64, IBM PC                                                            |
| 1986  | Make Your Own Murder Party                                             | Trans Fiction Systems                 | Jeu vidéo de rôle           | Apple II, C64, IBM PC                                                            |
| 1986  | Marble Madness (adaptation)                                            | Atari Games                           | Jeu d'action                | Apple II, Amiga, Atari ST, C64, IBM PC, Mega Drive                               |
| 1986  | Patton Versus Rommel                                                   | Chris Crawford                        | Wargame                     | Mac — C64, IBM PC                                                                |
| 1986  | PHM Pegasus                                                            | Lucasfilm Games                       | Jeu de simulation           | Apple II, C64, IBM PC                                                            |
| 1986  | Radio Baseball                                                         | Diamond Edge Software                 | Jeu vidéo de sport          | IBM PC                                                                           |
| 1986  | Robot Rascals                                                          | Ozark Softscape                       | Jeu d'ambiance              | Apple II, C64, IBM PC                                                            |
| 1986  | Starflight                                                             | Binary Systems                        | Jeu vidéo de rôle           | IBM PC, Amiga, Atari ST, C64, Mac, Mega Drive                                    |
| 1986  | Super Boulder Dash (compilation)                                       |                                       | Jeu d'action                | Apple II, Atari 8-bit, C64, IBM PC                                               |
| 1986  | Touchdown Football                                                     | Imagic                                | Jeu vidéo de sport          | Atari 8-bit, C64, IBM PC                                                         |
| 1986  | Ultimate Wizard (réédition)                                            |                                       | Jeu de plates-formes        | C64                                                                              |
| 1986  | World Tour Golf                                                        |                                       | Jeu vidéo de sport          | Apple II, Amiga, C64, IBM PC                                                     |
| 1987  | Chuck Yeager's Advanced Flight Trainer                                 | Lerner Research                       | Jeu de simulation           | Apple II, C64, IBM PC                                                            |
| 1987  | Deathlord                                                              | Electronic Arts                       | Jeu vidéo de rôle           | Apple II, C64                                                                    |
| 1987  | Earl Weaver Baseball                                                   | Don Daglow                            | Jeu vidéo de sport          | Apple II, Amiga, IBM PC                                                          |
| 1987  | EOS: Earth Orbit Stations                                              | Karl Buiter                           | Jeu de gestion              | Apple II, C64                                                                    |
| 1987  | Grand Slam Bridge                                                      | Cybron                                | Jeu de carte                | IBM PC                                                                           |
| 1987  | Legacy of the Ancients                                                 | Chuck et John Dougherty               | Jeu vidéo de rôle           | Apple II, C64                                                                    |
| 1987  | Sanxion (en)                                                           | Thalamus                              | Shoot'em up                 | C64                                                                              |
| 1987  | Skate or Die!                                                          | Electronic Arts                       | Jeu vidéo de sport          | Apple II, Atari ST, C64                                                          |
| 1987  | Skyfox II: The Cygnus Conflict                                         | Dynamix                               | Simulation                  | Amiga, Atari ST                                                                  |
| 1987  | Strike Fleet                                                           | Lucasfilm Games                       | Jeu de simulation           | Apple II, C64, IBM PC                                                            |
| 1988  | Abrams Battle Tank                                                     | Dynamix                               | Simulation                  | IBM PC                                                                           |
| 1988  | Bard's Tale III: Thief of Fate                                         | Interplay Productions                 | Jeu vidéo de rôle           | C64 – Amiga, Apple II, IBM PC                                                    |
| 1988  | Caveman Ugh-Lympics                                                    | Dynamix                               | Jeu de sport                | C64 – IBM PC                                                                     |
| 1988  | F/A-18 Interceptor                                                     | Intellisoft                           | Simulation                  | Amiga                                                                            |
| 1988  | Ferrari Formula One                                                    |                                       | Jeu de course               | Amiga – Atari ST, C64, IBM PC                                                    |
| 1988  | Fusion                                                                 | Bullfrog Productions                  | Shoot 'em up                | Amiga – Atari ST                                                                 |
| 1988  | John Madden Football                                                   | Dynamix                               | Jeu vidéo de sport          | Apple II – C64, IBM PC                                                           |
| 1988  | Jordan vs. Bird: One-on-One                                            | Electronic Arts                       | Jeu vidéo de sport          | C64, IBM PC, NES, Mega Drive, Game Boy                                           |
| 1988  | Kings of the Beach (en)                                                | Electronic Arts                       | Jeu de sport                | C64, IBM PC, NES                                                                 |
| 1988  | Mars Saga                                                              | Westwood Studios                      | Jeu vidéo de rôle           | C64 – Apple II, IBM PC                                                           |
| 1988  | Modem Wars                                                             | Dan Bunten                            | Wargame                     | IBM PC, C64                                                                      |
| 1988  | Powerdrome                                                             | Electronic Arts                       | Jeu vidéo de course         | Amiga, Atari ST, IBM PC                                                          |
| 1988  | Sentinel Worlds I: Future Magic                                        | Karl Buiter                           | Jeu vidéo de rôle           | IBM PC – C64                                                                     |
| 1988  | Wasteland                                                              | Interplay                             | Jeu vidéo de rôle           | Apple II, C64, IBM PC                                                            |
| 1988  | Zany Golf                                                              | Sandcastle                            | Jeu vidéo de sport          | Apple II, Amiga, Atari ST, IBM PC, Mega Drive                                    |
| 1989  | 688 Attack Sub                                                         |                                       | Jeu de simulation           | IBM PC                                                                           |
| 1989  | Budokan: The Martial Spirit                                            | Electronic Arts                       | Jeu de combat               | IBM PC – Amiga, C64, Mega Drive                                                  |
| 1989  | Chuck Yeager's Advanced Flight Trainer 2.0                             | Lerner Research                       | Jeu de simulation           | Amiga, Atari ST, IBM PC                                                          |
| 1989  | F-16 Combat Pilot                                                      | Black Box                             | Jeu de simulation           | IBM PC                                                                           |
| 1989  | Indianapolis 500: The Simulation                                       | Papyrus Design Group                  | Jeu de course               | Amiga, IBM PC                                                                    |
| 1989  | Keef the Thief                                                         | Naughty Dog                           | Jeu vidéo de rôle           | Apple II, Amiga, IBM PC                                                          |
| 1989  | Lakers vs. Celtics and the NBA Playoffs                                | Electronic Arts                       | Jeu de sport                | IBM PC, Mega Drive                                                               |
| 1989  | Populous                                                               | Bullfrog Productions                  | God game                    | Amiga, Atari ST, IBM PC                                                          |
| 1989  | Project Firestart                                                      | Dynamix                               | Jeu d'action-aventure       | Commodore 64                                                                     |
| 1989  | SimCity                                                                | Maxis                                 | City-builder                | Amiga, Atari ST, C64, IBM PC                                                     |
| 1989  | Starflight 2: Trade Routes of the Cloud Nebula                         | Binary Systems                        | Jeu vidéo de rôle           | IBM PC - Amiga, Mac                                                              |
| 1990  | Battle Chess II: Chinese Chess                                         | Interplay                             | Jeu vidéo de stratégie      | Amiga, IBM PC                                                                    |
| 1990  | Battle Squadron (adaptation)                                           | Cope-com                              | Shoot 'em up                | Mega Drive                                                                       |
| 1990  | Centurion: Defender of Rome                                            | Bits of Magic                         | Stratégie au tour par tour  | Amiga, IBM PC                                                                    |
| 1990  | Flood                                                                  | Bullfrog Productions                  | Jeu de plates-formes        | Amiga, Atari ST                                                                  |
| 1990  | Fountain of Dreams (en)                                                | Electronic Arts                       | Jeu vidéo de rôle           | IBM PC                                                                           |
| 1990  | Hard Nova                                                              | Malibu Interactive                    | Jeu vidéo de rôle           | IBM PC – Amiga, Atari ST                                                         |
| 1990  | Immortal                                                               | Sandcastle                            | Jeu vidéo de rôle           | Apple II, Amiga, Atari ST, IBM PC                                                |
| 1990  | Imperium                                                               | Electronic Arts                       | Jeu 4X                      | Amiga, Atari ST, IBM PC                                                          |
| 1990  | Joe Montana Football                                                   | Electronic Arts                       | Jeu de sport                | Mega Drive, Game Gear, IBM PC                                                    |
| 1990  | J. R. R. Tolkien's The Lord of the Rings, Vol. I                       | Interplay                             | Jeu vidéo de rôle           | Amiga, IBM PC, Super NES                                                         |
| 1990  | Low Blow                                                               | Synergistic Software                  | Jeu vidéo de sport          | IBM PC                                                                           |
| 1990  | LHX: Attack Chopper                                                    | Electronic Arts                       | Jeu de simulation           | IBM PC, Mega Drive                                                               |
| 1990  | Magic Fly                                                              | Eigen Software                        | Tir à la première personne  | Amiga, Atari ST                                                                  |
| 1990  | PGA Tour Golf                                                          | BlueSky Software                      | Jeu vidéo de sport          |                                                                                  |
| 1990  | Powermonger                                                            | Bullfrog Productions                  | God game                    | Amiga, Atari ST, IBM PC                                                          |
| 1990  | Projectyle                                                             | Eldritch the Cat                      | Jeu vidéo de sport          | Amiga, Atari ST                                                                  |
| 1990  | Skate or Die 2: The Search for Double Trouble (en)                     | Electronic Arts                       | Jeu vidéo de sport          | NES                                                                              |
| 1990  | Ski or Die                                                             | Electronic Arts                       | Jeu vidéo de sport          | Amiga, C64, IBM PC, NES                                                          |
| 1990  | Stormovik: SU-25 Soviet Attack Fighter                                 | Electronic Arts                       | Jeu de simulation           | IBM PC                                                                           |
| 1990  | Sword of Sodan (adaptation)                                            | Discovery Software                    | Beat them all               | Mega Drive                                                                       |
| 1991  | 4D Sports Boxing                                                       | Distinctive Software                  | Jeu vidéo de sport          |                                                                                  |
| 1991  | Are We There Yet?                                                      | Manley & Associates                   | Jeu vidéo de réflexion      | IBM PC                                                                           |
| 1991  | Bard's Tale Construction Set                                           | Interplay                             | Jeu vidéo de rôle           | Amiga, IBM PC                                                                    |
| 1991  | Birds of Prey                                                          | Argonaut Software                     | Jeu de simulation           | Amiga, IBM PC                                                                    |
| 1991  | Chuck Yeager's Air Combat                                              | Brent Iverson                         | Jeu de simulation           | IBM PC, Mac                                                                      |
| 1991  | Dark Castle (adaptation)                                               | Silicon Beach Software                | Jeu de plates-formes        | Mega Drive                                                                       |
| 1991  | EA Hockey                                                              | Park Place Productions                | Jeu vidéo de sport          | IBM PC, Game Gear, Mega Drive                                                    |
| 1991  | Earl Weaver Baseball II                                                | Mirage Graphics                       | Jeu vidéo de sport          | IBM PC                                                                           |
| 1991  | F-22 Interceptor                                                       | Lerner Research                       | Jeu de simulation           | Mega Drive                                                                       |
| 1991  | King's Bounty (adaptation)                                             | New World Computing                   | Stratégie au tour par tour  | Mega Drive                                                                       |
| 1991  | Mario Andretti's Racing Challenge                                      | Distinctive Software                  | Jeu de course               | IBM PC                                                                           |
| 1991  | Populous 2: Trials of the Olympian Gods                                | Bullfrog Productions                  | God game                    | Amiga, Atari ST, IBM PC                                                          |
| 1991  | Rings of Power                                                         | Naughty Dog                           | Jeu vidéo de rôle           | Mega Drive                                                                       |
| 1991  | Road Rash                                                              | Electronic Arts                       | Jeu vidéo de course         | Mega Drive                                                                       |
| 1992  | Aquatic Games                                                          | [Vectordean                           | Party game                  | Mega Drive, Super NES                                                            |
| 1992  | Black Crypt                                                            | Raven Software                        | Jeu vidéo de rôle           | Amiga                                                                            |
| 1992  | Car and Driver                                                         | Lerner Research                       | Jeu de course               | PC                                                                               |
| 1992  | Desert Strike: Return to the Gulf                                      | Granite Bay Software                  | Jeu d'action                | PC, Mega Drive, Super NES                                                        |
| 1992  | Heroes of the 357th                                                    | Midnight Software                     | Jeu de simulation           | PC                                                                               |
| 1992  | Hong Kong Mahjong Pro                                                  | Nine Dragons Software                 | Jeu de cartes               | PC                                                                               |
| 1992  | James Pond 2: Codename RoboCod                                         | Millennium Interactive                | Jeu de plates-formes        | Mega Drive                                                                       |
| 1992  | The Lost Files of Sherlock Holmes                                      | Mythos Software                       | Jeu d'aventure              | 3DO, IBM PC                                                                      |
| 1992  | Rampart (adaptation)                                                   | Atari                                 | Jeu vidéo de stratégie      | IBM PC, Super NES                                                                |
| 1992  | Risky Woods                                                            | Dinamic Software                      | Jeu de plates-formes        | Amiga, Atari ST, IBM PC, Mega Drive                                              |
| 1992  | Road Rash II                                                           | Electronic Arts                       | Jeu vidéo de course         | Mega Drive                                                                       |
| 1992  | Wing Commander II: Deluxe Edition (compilation)                        | Origin Systems                        | Combat spatial              | Amiga, IBM PC, Super NES                                                         |
| 1993  | Blades of Vengeance                                                    | Beam Software                         | Jeu d'action                | Mega Drive                                                                       |
| 1993  | B.O.B.                                                                 | Gray Matter Interactive               | Jeu de plates-formes        | Mega Drive, Super NES                                                            |
| 1993  | Château magique de Scooter                                             | Electronic Arts                       | Jeu éducatif                | PC                                                                               |
| 1993  | Eagle Eye Mysteries                                                    | Stormfront Studios                    | Jeu éducatif                | PC, Mac OS                                                                       |
| 1993  | Escape From Monster Manor                                              | The 3DO Company                       | Jeu d'action                | 3DO                                                                              |
| 1993  | F-117 Night Storm                                                      | Electronic Arts                       | Jeu de simulation           | Mega Drive                                                                       |
| 1993  | General Chaos                                                          | Game Refuge                           | Tactique en temps réel      | Mega Drive                                                                       |
| 1993  | Jungle Strike                                                          | High Score Production                 | Jeu d'action                | Mega Drive, Super NES                                                            |
| 1993  | Kasparov's Gambit                                                      | Heuristic Software                    | Programme d'échecs          | PC                                                                               |
| 1993  | Labyrinth of Time                                                      | Terra Nova Development                | Jeu d'aventure              | Amiga, PC, Mac OS                                                                |
| 1993  | SEAL Team                                                              | Electronic Arts                       | Jeu de tir                  | PC                                                                               |
| 1993  | Space Hulk                                                             | Electronic Arts                       | Tactique en temps réel      | PC, Amiga                                                                        |
| 1993  | Strike Commander                                                       | Origin Systems                        | Jeu de simulation           | IBM PC                                                                           |
| 1993  | Syndicate                                                              | Bullfrog Productions                  | Tactique en temps réel      | Amiga, IBM PC                                                                    |
| 1993  | Xenobots                                                               | Novalogic                             | Tir à la première personne  | PC                                                                               |
| 1993  | Wing Commander: Privateer                                              | Origin Systems                        | Jeu de combat spatial       | PC                                                                               |
| 1994  | Battletoads                                                            | Rare                                  | Beat them all               | Jeu d'arcade                                                                     |
| 1994  | Little Big Adventure                                                   | Adeline Software                      | Jeu d'action-aventure       | PC, PlayStation                                                                  |
| 1994  | Magic Carpet                                                           | Bullfrog Productions                  | Jeu d'action                | PC, PlayStation, Sega Saturn                                                     |
| 1994  | Need for Speed                                                         | EA Canada                             | Jeu de course               | PC, PlayStation, Sega Saturn, 3DO                                                |
| 1994  | Noctropolis                                                            | Flashpoint Productions                | Jeu d'aventure              | PC                                                                               |
| 1994  | Pacific Strike                                                         | Origin Systems                        | Jeu de simulation           | IBM PC                                                                           |
| 1994  | SSN-21 Seawolf                                                         | Electronic Arts                       | Jeu de simulation           | PC                                                                               |
| 1994  | Super Wing Commander                                                   | Origin Systems                        | Jeu de combat spatial       | 3DO – Mac OS                                                                     |
| 1994  | Theme Park                                                             | Bullfrog Productions                  | Jeu de gestion              | PC                                                                               |
| 1994  | Ultima VIII: Pagan                                                     | Origin Systems                        | Jeu vidéo de rôle           | PC                                                                               |
| 1994  | Urban Strike                                                           |                                       | Jeu d'action                | Mega Drive, Super NES                                                            |
| 1994  | U.S. Navy Fighters                                                     | Electronic Arts                       | Jeu de simulation           | PC                                                                               |
| 1994  | Way of the Warrior                                                     | Naughty Dog                           | Jeu de combat               | 3DO                                                                              |
| 1994  | Wing Commander: Armada                                                 | Origin Systems                        | Jeu de combat spatial       | PC                                                                               |
| 1994  | Wings of Glory (en)                                                    | Origin Systems                        | Jeu de simulation           | IBM PC                                                                           |
| 1995  | BioForge                                                               | Origin Systems                        | Jeu d'action-aventure       | IBM PC                                                                           |
| 1995  | Crusader: No Regret                                                    | Origin Systems                        | Jeu d'action                | PC, Sega Saturn, PlayStation                                                     |
| 1995  | CyberMage: Darklight Awakening                                         | Origin Systems                        | Tir à la première personne  | IBM PC                                                                           |
| 1995  | Extreme Pinball                                                        | Digital Extremes                      | Jeu vidéo de flipper        | PC, PlayStation                                                                  |
| 1995  | Fade to Black                                                          | Delphine Software                     | Jeu d'action-aventure       | PC, PlayStation                                                                  |
| 1995  | Hi-Octane                                                              | Bullfrog Productions                  | Jeu de course               | PC, PlayStation, Sega Saturn                                                     |
| 1995  | Immercenary (en)                                                       | 5 Miles Out                           | Jeu vidéo de rôle           | 3DO                                                                              |
| 1995  | Magic Carpet 2                                                         | Bullfrog Productions                  | Jeu d'action                | PC, PlayStation, Sega Saturn                                                     |
| 1995  | Road Rash 3 : Tour de force                                            | Electronic Arts                       | Jeu vidéo de course         | Mega Drive                                                                       |
| 1996  | Abuse                                                                  | Crack dot Com                         | Shoot 'em up                | PC, Mac OS, Amiga                                                                |
| 1996  | Advanced Tactical Fighters (en)                                        | Electronic Arts                       | Jeu de simulation           | PC                                                                               |
| 1996  | AH-64D Longbow (en)                                                    | Origin Systems                        | Jeu de simulation           | PC                                                                               |
| 1996  | Clandestiny                                                            | Trilobyte                             | Jeu d'aventure              | PC, Mac OS                                                                       |
| 1996  | Crusader: No Remorse                                                   | Origin Systems                        | Jeu d'action                | PC, Mac OS                                                                       |
| 1996  | Genewars                                                               | Bullfrog Productions                  | Stratégie en temps réel     | PC                                                                               |
| 1996  | Privateer 2: The Darkening                                             | Erin Roberts                          | Combat spatial              | PC                                                                               |
| 1996  | Soviet Strike                                                          | Electronic Arts                       | Jeu d'action                | PlayStation, Sega Saturn                                                         |
| 1996  | Syndicate Wars                                                         | Bullfrog Productions                  | Tactique en temps réel      | PC, PlayStation                                                                  |
| 1996  | Wing Commander IV : Le Prix de la liberté                              | Origin Systems                        | Jeu de combat spatial       | PC, PlayStation                                                                  |
| 1997  | 688(I) Hunter/Killer (en)                                              | Electronic Arts                       | Jeu de simulation           | PC                                                                               |
| 1997  | Darklight Conflict                                                     | Rage Software                         | Jeu de combat spatial       | PC, Sega Saturn, PlayStation                                                     |
| 1997  | Démons et Manants                                                      | Worldweaver Productions               | Stratégie en temps réel     | PC                                                                               |
| 1997  | Dungeon Keeper                                                         | Bullfrog Productions                  | Stratégie en temps réel     | PC                                                                               |
| 1997  | Dungeon Keeper: The Deeper Dungeons (extension)                        | Bullfrog Productions                  | Stratégie en temps réel     | PC                                                                               |
| 1997  | J.League Live 64                                                       | Electronic Arts                       | Jeu de sport                | Nintendo 64                                                                      |
| 1997  | KKnD                                                                   | Beam Software                         | Stratégie en temps réel     | PC                                                                               |
| 1997  | Longbow 2                                                              | Origin Systems                        | Jeu de simulation           | PC                                                                               |
| 1997  | Nuclear Strike                                                         | Electronic Arts                       | Jeu d'action                | PC, PlayStation, Nintendo 64                                                     |
| 1997  | Sid Meier's Gettysburg!                                                | Firaxis Games                         | Wargame                     | PC                                                                               |
| 1997  | Theme Hospital                                                         | Bullfrog Productions                  | Jeu de gestion              | PC, PlayStation                                                                  |
| 1997  | Ultima Online                                                          | Origin Systems                        | Jeu vidéo de rôle           | PC                                                                               |
| 1997  | Wing Commander: Prophecy                                               | Origin Systems                        | Jeu de combat spatial       | PC                                                                               |
| 1998  | Auto Destruct                                                          | Neurostone                            | Jeu d'action-aventure       | PlayStation                                                                      |
| 1998  | Diablo (adaptation)                                                    | Blizzard North                        | Action-RPG                  | PlayStation                                                                      |
| 1998  | Future Cop L.A.P.D.                                                    | EA Redwood Shores                     | Jeu d'action                | PC, PlayStation                                                                  |
| 1998  | Golden Nugget 64                                                       | Westwood Studios                      | Casino                      | Nintendo 64                                                                      |
| 1998  | Populous: À l'aube de la création                                      | Bullfrog Productions                  | God game                    | PC                                                                               |
| 1998  | Road Rash 3D                                                           | Monkey Do Production                  | Jeu vidéo de course         | PlayStation                                                                      |
| 1998  | Sid Meier's Alpha Centauri                                             | Firaxis Games                         | Jeu 4X                      | PC                                                                               |
| 1998  | Theme Aquarium                                                         | Bullfrog Productions                  | Jeu de gestion              | PC, PlayStation                                                                  |
| 1998  | Ultima Online: The Second Age (extension)                              | Origin Systems                        | Jeu vidéo de rôle           | PC                                                                               |
| 1998  | Warhammer: Dark Omen                                                   | Mindscape                             | Tactique en temps réel      | PC                                                                               |
| 1999  | Beetle Adventure Racing                                                | Paradigm Entertainment                | Jeu de course               | Nintendo 64                                                                      |
| 1999  | Command and Conquer : Soleil de Tiberium                               | Westwood Studios                      | Stratégie en temps réel     | PC                                                                               |
| 1999  | CyberTiger                                                             | Electronic Arts                       | Jeu vidéo de sport          | Nintendo 64, PlayStation, Game Boy Color                                         |
| 1999  | Darkstone                                                              | Delphine Software                     | Action-RPG                  | PC, PlayStation                                                                  |
| 1999  | Dungeon Keeper 2                                                       | Bullfrog Productions                  | Stratégie en temps réel     | PC                                                                               |
| 1999  | Fleet Command                                                          | Sonalysts Combat Simulations          | Jeu de simulation           | PC                                                                               |
| 1999  | Lands of Lore 3                                                        | Westwood Studios                      | Jeu vidéo de rôle           | PC                                                                               |
| 1999  | Medal of Honor                                                         | DreamWorks Interactive                | Tir à la première personne  | PlayStation                                                                      |
| 1999  | Road Rash: Jailbreak                                                   | EA Redwood Shores                     | Jeu vidéo de course         | PlayStation, Game Boy Advance                                                    |
| 1999  | Sid Meier's Alien Crossfire                                            | Firaxis Games                         | Jeu 4X                      | PC — Mac OS, Linux                                                               |
| 1999  | Sid Meier's Antietam!                                                  | Firaxis Games                         | Wargame                     | PC                                                                               |
| 1999  | Tank Blaster (Recoil en version anglaise)                              | Zipper Interactive / Westwood Studios | Jeu de tir                  | PC                                                                               |
| 1999  | Theme Park World                                                       | Bullfrog Productions                  | Jeu de gestion              | PC                                                                               |
| 1999  | Ultima IX: Ascension                                                   | Origin Systems                        | Jeu vidéo de rôle           | PC                                                                               |
| 2000  | 007 Racing                                                             | Eutechnyx Limited                     | Jeu de course               | PlayStation                                                                      |
| 2000  | American McGee's Alice                                                 | Rogue Entertainment                   | Jeu d'action                | PC, PlayStation 3, Xbox 360                                                      |
| 2000  | Command and Conquer : Alerte rouge 2                                   | Westwood Studios                      | Stratégie en temps réel     | PC                                                                               |
| 2000  | James Bond 007 : Le monde ne suffit pas                                | Eurocom                               | Tir à la première personne  | Nintendo 64, PlayStation, Game Boy Color                                         |
| 2000  | Kessen                                                                 | Koei                                  | Tactique en temps réel      | PlayStation 2                                                                    |
| 2000  | Medal of Honor : Résistance                                            | DreamWorks Interactive                | Tir à la première personne  | PlayStation                                                                      |
| 2000  | Nox                                                                    | Westwood Studios                      | Action-RPG                  | PC                                                                               |
| 2000  | Shogun: Total War                                                      | Creative Assembly                     | Stratégie au tour par tour  | PC                                                                               |
| 2000  | Les Sims                                                               | Maxis                                 | Simulation de vie           | PC, PlayStation 2, GameCube, Xbox                                                |
| 2000  | Ultima Online: Renaissance (extension)                                 | Origin Systems                        | Jeu vidéo de rôle           | PC                                                                               |
| 2001  | 007 : Espion pour cible                                                | Electronic Arts                       | Tir à la première personne  | GameCube, PlayStation 2, Xbox                                                    |
| 2001  | Adventure Pinball: Forgotten Island (en)                               | Digital Extremes                      | Jeu vidéo de flipper        | PC                                                                               |
| 2001  | Bionicle: Matoran Adventures                                           | Argonaut Games                        | Jeu d'action-aventure       | Game Boy Advance                                                                 |
| 2001  | Black and White                                                        | Lionhead Studios                      | God game                    | PC, Mac OS                                                                       |
| 2001  | Clive Barker's Undying                                                 | DreamWorks Interactive                | Tir à la première personne  | PC                                                                               |
| 2001  | Command and Conquer : Alerte rouge 2 - La Revanche de Yuri (extension) | Westwood Studios                      | Stratégie en temps réel     | PC                                                                               |
| 2001  | Empereur : La Bataille pour Dune                                       | Westwood Studios                      | Stratégie en temps réel     | PC                                                                               |
| 2001  | Harry Potter à l'école des sorciers                                    | Electronic Arts                       | Jeu d'action-aventure       | PC, GameCube, PlayStation, PlayStation 2, Game Boy Advance, Game Boy Color, Xbox |
| 2001  | Lego Creator : Harry Potter                                            | Superscape                            |                             | PC                                                                               |
| 2001  | Majestic                                                               | Anim-X                                | Fiction interactive         | PC                                                                               |
| 2001  | Theme Park Inc                                                         | Bullfrog Productions                  | Jeu de gestion              | PC                                                                               |
| 2001  | Ultima Online: Third Dawn (extension)                                  | Origin Systems                        | Jeu vidéo de rôle           | PC                                                                               |
| 2002  | 007: Nightfire                                                         | Electronic Arts                       | Tir à la première personne  | PC, GameCube, PlayStation 2, Xbox                                                |
| 2002  | Battlefield 1942                                                       | Digital Illusions CE                  | Tir à la première personne  | PC                                                                               |
| 2002  | Command and Conquer: Renegade                                          | Westwood Studios                      | Tir à la première personne  | PC                                                                               |
| 2002  | Earth and Beyond                                                       | Westwood Studios                      | Jeu vidéo de rôle           | PC                                                                               |
| 2002  | Freedom Force                                                          | Irrational Games                      | Tactical-RPG                | PC                                                                               |
| 2002  | Global Operations                                                      | Barking Dog Studios                   | Tir à la première personne  | PC                                                                               |
| 2002  | Harry Potter et la Chambre des secrets                                 | Electronic Arts                       | Jeu d'action-aventure       | PC, GameCube, PlayStation, PlayStation 2, Game Boy Advance, Game Boy Color, Xbox |
| 2002  | Island Xtreme Stunts                                                   | Silicon Dreams Studio                 | Jeu d'action                | PC, PlayStation 2, Game Boy Advance                                              |
| 2002  | Lego Drome Racers                                                      | Attention to Detail                   | Jeu de course               | PC, PlayStation 2, Game Boy Advance, GameCube, Xbox                              |
| 2002  | Lego Football Mania                                                    | Silicon Dreams Studio                 | Jeu de sport                | PC, PlayStation 2, Game Boy Advance                                              |
| 2002  | Medal of Honor : Débarquement allié                                    | 2015 Inc                              | Tir à la première personne  | PC                                                                               |
| 2002  | Medal of Honor : En première ligne                                     | EA Los Angeles                        | Tir à la première personne  | PlayStation 2, GameCube, Xbox, Playstation 3                                     |
| 2002  | Ultima Online: Lord Blackthorn's Revenge (extension)                   | Origin Systems                        | Jeu vidéo de rôle           | PC                                                                               |
| 2003  | Aliens vs. Predator : Extinction                                       | Zono Incorporated                     | Stratégie en temps réel     | PlayStation 2, Xbox                                                              |
| 2003  | Battlefield 1942 : Arsenal secret                                      | DICE                                  | Tir à la première personne  | PC                                                                               |
| 2003  | Battlefield 1942 : La Campagne d'Italie                                | DICE                                  | Tir à la première personne  | PC                                                                               |
| 2003  | Bionicle                                                               | Argonaut Games                        | Jeu d'action-aventure       | PC, GameCube, PlayStation 2, Xbox                                                |
| 2003  | Black and White : L'Île aux créatures                                  | Lionhead Studios                      | God game                    | PC, Mac OS                                                                       |
| 2003  | Command and Conquer: Generals                                          | Electronic Arts                       | Stratégie en temps réel     | PC – Mac                                                                         |
| 2003  | Command and Conquer: Generals - Heure H (extension)                    | Electronic Arts                       | Stratégie en temps réel     | PC – Mac                                                                         |
| 2003  | Harry Potter : Coupe du monde de quidditch                             | Electronic Arts                       | Jeu de sport                | PC, GameCube, PlayStation 2, Xbox, Game Boy Advance                              |
| 2003  | Medal of Honor : Espionnage                                            | Netherock                             | Tir à la première personne  | Game Boy Advance                                                                 |
| 2003  | Medal of Honor : Soleil levant                                         | EA Los Angeles                        | Tir à la première personne  | PlayStation 2, GameCube, Xbox                                                    |
| 2003  | Ultima Online: Age of Shadows (extension)                              | Origin Systems                        | Jeu vidéo de rôle           | PC                                                                               |
| 2004  | 007 : Quitte ou double                                                 | Electronic Arts                       | Tir à la troisième personne | GameCube, PlayStation 2, Xbox                                                    |
| 2004  | Armies of Exigo                                                        | Black Hole Entertainment              | Stratégie en temps réel     | PC                                                                               |
| 2004  | Battlefield Vietnam                                                    | DICE                                  | Tir à la première personne  | PC, PlayStation 3, Xbox 360                                                      |
| 2004  | Burnout 3: Takedown                                                    | Criterion Games                       | Jeu vidéo de course         | PlayStation 2, Xbox                                                              |
| 2004  | Catwoman                                                               | Electronic Games                      | Jeu d'action-aventure       | PC, PlayStation 2, GameCube, Xbox, Game Boy Advance                              |
| 2004  | Def Jam: Fight for NY                                                  | EA Canada                             | Jeu de combat               | PlayStation 2, GameCube, Xbox                                                    |
| 2004  | GoldenEye : Au service du mal                                          | EA Los Angeles                        | Tir à la première personne  | PlayStation 2, GameCube, Xbox, Nintendo DS                                       |
| 2004  | Harry Potter et le Prisonnier d'Azkaban                                | Electronic Arts                       | Jeu d'action-aventure       | PC, GameCube, PlayStation 2, Game Boy Advance, Xbox                              |
| 2004  | Medal of Honor : Batailles du Pacifique                                | EA Los Angeles                        | Tir à la première personne  | PC                                                                               |
| 2004  | Bataille pour la Terre du milieu                                       | EA Los Angeles                        | Stratégie en temps réel     | PC – Xbox 360                                                                    |
| 2004  | Ultima Online: Samurai Empire (extension)                              | Origin Systems                        | Jeu vidéo de rôle           | PC                                                                               |
| 2005  | Batman Begins                                                          | Eurocom                               | Jeu d'action-aventure       | GameCube, PlayStation 2, Xbox                                                    |
| 2005  | Battlefield 2                                                          | DICE                                  | Tir à la première personne  | PC                                                                               |
| 2005  | Battlefield 2: Modern Combat                                           | DICE                                  | Tir à la première personne  | PlayStation 2, Xbox, Xbox 360                                                    |
| 2005  | Black and White 2                                                      | Lionhead Studios                      | God game                    | PC, Mac OS                                                                       |
| 2005  | Bons baisers de Russie                                                 | EA Redwood Shores                     | Tir à la troisième personne | PlayStation 2, Xbox, GameCube, PlayStation Portable                              |
| 2005  | Burnout Legends                                                        | Criterion Games                       | Jeu vidéo de course         | Nintendo DS, PlayStation Portable                                                |
| 2005  | Burnout Revenge                                                        | Criterion Games                       | Jeu vidéo de course         | PlayStation 2, Xbox, Xbox 360                                                    |
| 2005  | Freedom Force vs. The 3rd Reich                                        | Irrational Games                      | Tactical-RPG                | PC                                                                               |
| 2005  | Harry Potter et la Coupe de feu                                        | Electronic Arts                       | Jeu d'action-aventure       | PC, PlayStation 2, Game Boy Advance, Xbox                                        |
| 2005  | Marvel Nemesis : L'Avènement des imparfaits                            | EA Canada                             | Jeu de combat               | GameCube, Nintendo DS, PlayStation Portable, PlayStation 2, Xbox                 |
| 2005  | Medal of Honor : Les Faucons de guerre                                 | EA Los Angeles                        | Tir à la première personne  | PlayStation 2, GameCube, Xbox                                                    |
| 2005  | Oddworld : La Fureur de l'étranger                                     | Oddworld Inhabitants                  | Jeu de plates-formes        | PC, PlayStation 3, Xbox                                                          |
| 2005  | Ultima Online: Mondain's Legacy (extension)                            | Electronic Arts                       | Jeu vidéo de rôle           | PC                                                                               |
| 2006  | Battlefield 2142                                                       | DICE                                  | Tir à la première personne  | PC                                                                               |
| 2006  | Black                                                                  | Criterion Games                       | Tir à la première personne  | PlayStation 2, Xbox                                                              |
| 2006  | Black and White 2 : Le Combat des Dieux                                | Lionhead Studios                      | God game                    | PC, Mac OS                                                                       |
| 2006  | Bataille pour la Terre du milieu II                                    | EA Los Angeles                        | Stratégie en temps réel     | PC                                                                               |
| 2006  | Def Jam: Fight for NY - The Takeover                                   | EA Canada                             | Jeu de combat               | PlayStation Portable                                                             |
| 2006  | Medal of Honor: Heroes                                                 | Team Fusion                           | Tir à la première personne  | PlayStation Portable                                                             |
| 2007  | Boogie                                                                 | EA Montréal                           | Jeu de rythme               | Wii – PlayStation 2 , Nintendo DS                                                |
| 2007  | Burnout Dominator                                                      | Criterion Games                       | Jeu vidéo de course         | PlayStation 2, PlayStation Portable                                              |
| 2007  | Command and Conquer 3 : Les Guerres du Tiberium                        | EA Los Angeles                        | Stratégie en temps réel     | PC – Mac , Xbox 360                                                              |
| 2007  | Def Jam: Icon                                                          | EA Canada                             | Jeu de combat               | PlayStation 3, Xbox 360                                                          |
| 2007  | Harry Potter et l'Ordre du phénix                                      | Electronic Arts                       | Jeu d'action-aventure       | PC, PlayStation 3, Xbox 360                                                      |
| 2007  | Mass Effect                                                            | BioWare                               | Action-RPG                  | Xbox 360 - PC, PlayStation 3                                                     |
| 2007  | Medal of Honor: Airborne                                               | EA Los Angeles                        | Tir à la première personne  | PC, PlayStation 3, Xbox 360                                                      |
| 2007  | Medal of Honor : Avant-garde                                           | EA Los Angeles                        | Tir à la première personne  | PlayStation 2, Wii                                                               |
| 2006  | Medal of Honor: Heroes 2                                               | EA Los Angeles                        | Tir à la première personne  | PlayStation Portable, Wii                                                        |
| 2007  | Ultima Online: Kingdom Reborn (extension)                              | Electronic Arts                       | Jeu vidéo de rôle           | PC                                                                               |
| 2007  | Wing Commander: Arena                                                  | Gaia Industries                       | Jeu de combat spatial       | Xbox 360                                                                         |
| 2008  | Army of Two                                                            | EA Montréal                           | Jeu d'action                | Xbox 360, PS3                                                                    |
| 2008  | Boogie Superstar                                                       | EA Montréal                           | Jeu de rythme               | Wii                                                                              |
| 2008  | Boom Blox                                                              | EA Los Angeles                        | Jeu vidéo de réflexion      | Wii                                                                              |
| 2008  | Burnout Paradise                                                       | Criterion Games                       | Jeu vidéo de course         | PC, PlayStation 3, Xbox 360                                                      |
| 2008  | Dead Space                                                             | Visceral Games                        | Survival horror             | PlayStation 3, Xbox 360                                                          |
| 2008  | Command and Conquer : Alerte rouge 3                                   | EA Los Angeles                        | Stratégie en temps réel     | PC – Mac, Xbox 360, PS3                                                          |
| 2008  | Command and Conquer 3 : La Fureur de Kane (extension)                  | EA Los Angeles                        | Stratégie en temps réel     | PC – Xbox 360                                                                    |
| 2008  | Mirror's Edge                                                          | DICE                                  | Jeu d'action-aventure       | PlayStation 3 – Xbox 360, PC                                                     |
| 2009  | BattleForge                                                            | EA Phenomic                           | Stratégie en temps réel     | PC                                                                               |
| 2009  | Boom Blox Smash Party                                                  | EA Los Angeles                        | Jeu vidéo de réflexion      | Wii                                                                              |
| 2009  | Dead Space: Extraction                                                 | Visceral Games                        | Survival horror             | PlayStation 3, Wii                                                               |
| 2009  | Dragon Age: Origins                                                    | BioWare                               | Jeu vidéo de rôle           | PC, PlayStation 3, Xbox 360                                                      |
| 2009  | G.I. Joe : Le Réveil du Cobra                                          | Double Helix Games                    | Jeu d'action                | PlayStation 2, PlayStation 3, Wii, Xbox 360, PlayStation Portable, Nintendo DS   |
| 2009  | Harry Potter et le Prince de sang-mêlé                                 | Electronic Arts                       | Jeu d'action-aventure       | PC, PlayStation 3, Xbox 360                                                      |
| 2009  | Henry Hatsworth : L'Incroyable Expédition                              | EA Tiburon                            | Jeu de plates-formes        | Nintendo DS                                                                      |
| 2009  | Mass Effect Galaxy                                                     | BioWare                               | Action-RPG                  | iPhone                                                                           |
| 2009  | Ultima Online: Stygian Abyss (extension)                               | Electronic Arts                       | Jeu vidéo de rôle           | PC                                                                               |
| 2010  | Army of Two : Le 40e Jour                                              | EA Montréal                           | Jeu d'action                | Xbox 360, PS3                                                                    |
| 2010  | Command and Conquer 4                                                  | EA Los Angeles                        | Stratégie en temps réel     | PC                                                                               |
| 2010  | Dante's Inferno                                                        | Visceral Games                        | Beat them all               | PlayStation 3, Xbox 360 - PlayStation Portable                                   |
| 2010  | Dead Space Ignition                                                    | Visceral Games                        | Jeu d'action                | PlayStation 3, Xbox 360                                                          |
| 2010  | Dragon Age: Origins - Awakening (extension)                            | BioWare                               | Jeu vidéo de rôle           | PC, PlayStation 3, Xbox 360                                                      |
| 2010  | Harry Potter et les Reliques de la Mort                                | Electronic Arts                       | Jeu d'action-aventure       | PC, PlayStation 3, Wii, Xbox 360                                                 |
| 2010  | Mass Effect 2                                                          | BioWare                               | Action-RPG                  | Xbox 360, PC - PlayStation 3                                                     |
| 2010  | Medal of Honor                                                         | DICE                                  | Tir à la première personne  | PC, PlayStation 3, Xbox 360                                                      |
| 2010  | Need for Speed: Hot Pursuit                                            | Criterion Games                       | Jeu vidéo de course         | PC, PlayStation 3, Xbox 360                                                      |
| 2011  | Alice : Retour au pays de la folie                                     | Spicy Horse                           | Jeu d'action                | PC, PlayStation 3, Xbox 360                                                      |
| 2011  | Battlefield 3                                                          | DICE                                  | Tir à la première personne  | PC, PlayStation 3, Xbox 360                                                      |
| 2011  | Bulletstorm                                                            | Epic Games                            | Tir à la première personne  | PC, PlayStation 3, Xbox 360                                                      |
| 2011  | Burnout Crash!                                                         | Criterion Games                       | Jeu vidéo de course         | PlayStation 3, Xbox 360                                                          |
| 2011  | Darkspore                                                              | Maxis                                 | Action-RPG                  | PC                                                                               |
| 2011  | Dead Space 2                                                           | Visceral Games                        | Survival horror             | PC, PlayStation 3, Xbox 360                                                      |
| 2011  | Dragon Age 2                                                           | BioWare                               | Jeu vidéo de rôle           | PC, PlayStation 3, Xbox 360                                                      |
| 2011  | Shadows of the Damned                                                  | Grasshopper Manufacture               | Survival horror             | PlayStation 3, Xbox 360                                                          |
| 2012  | Les Simpson : Springfield                                              | EA Mobile                             | gestion                     | ios,android en 2013                                                              |
| 2012  | Mass Effect 3                                                          | BioWare                               | Action-RPG                  | PC, PlayStation 3, Xbox 360, Wii U                                               |
| 2012  | Mass Effect Infiltrator                                                | BioWare                               | Tir à la troisième personne | Windows Phone, iOS, Android                                                      |
| 2012  | Medal of Honor: Warfighter                                             | DICE                                  | Tir à la première personne  | PC, PlayStation 3, Xbox 360                                                      |
| 2012  | Royaumes d'Amalur : Reckoning                                          | Big Huge Games                        | Jeu vidéo de rôle           | PC, PlayStation 3, Xbox 360                                                      |
| 2013  | Army of Two : Le Cartel du diable                                      | EA Montréal                           | Jeu d'action                | Xbox 360, PS3                                                                    |
| 2013  | Battlefield 4                                                          | DICE                                  | Tir à la première personne  | PC, PlayStation 3, Xbox 360, PlayStation 4, Xbox One                             |
| 2013  | Dead Space 3                                                           | Visceral Games                        | Survival horror             | PC, PlayStation 3, Xbox 360                                                      |
| 2013  | Fuse                                                                   | Insomniac Games                       | Tir à la troisième personne | PlayStation 3, Xbox 360                                                          |
| 2014  | Dragon Age: Inquisition                                                | BioWare                               | Jeu vidéo de rôle           | PC, PlayStation 3, PlayStation 4, Xbox 360, Xbox One                             |
| 2014  | Dungeon Keeper                                                         | Electronic Arts                       | Stratégie en temps réel     | iOS, Android                                                                     |
| 2016  | Battlefield 1                                                          | DICE                                  | Tir à la première personne  | PC, PlayStation 4, Xbox One                                                      |
| 2017  | Mass Effect: Andromeda                                                 | BioWare                               | Action-RPG                  | PC, PlayStation 4, Xbox One                                                      |
| 2018  | Battlefield V                                                          | DICE                                  | Tir à la première personne  | PC, PlayStation 4, Xbox One                                                      |
| 2018  | Fe                                                                     | Zoink                                 | Jeu d'action-aventure       | PC, Nintendo Switch, PlayStation 4, Xbox One                                     |
| 2019  | Apex Legends                                                           | Respawn Entertainment                 | Battle royale               | PC, PlayStation 4, Xbox One                                                      |
| 2019  | Anthem                                                                 | BioWare                               | Action-RPG                  | PC, PlayStation 4, Xbox One                                                      |
| 2019  | Star Wars Jedi: Fallen Order                                           | Respawn Entertainment                 | Jeu d'action-aventure       | PC, PlayStation 4, Xbox One                                                      |